# Acanthonevra amurensis
Acanthonevra amurensis är en tvåvingeart som först beskrevs av Josef Aloizievitsch Portschinsky 1891.  Acanthonevra amurensis ingår i släktet Acanthonevra och familjen borrflugor. Inga underarter finns listade i Catalogue of Life.